# Острови Святої Єлени, Вознесіння і Тристан-да-Кунья і Європейський Союз
Відносини між Острови Святої Єлени, Вознесіння і Тристан-да-Кунья та Європейським Союзом ґрунтуються на тому, що Острови Святої Єлени, Вознесіння і Тристан-да-Кунья території були заморською країною та територією Європейського Союзу (тобто територією держави-члена за межами Європейського Союзу) до виходу Сполученого Королівства з ЄС.

## Допомога розвитку
Монтсеррат отримав вигоду від 9-го Європейського фонду розвитку від початкової суми в 8,6 мільйонів євро, до яких було додано додаткові 8,6 мільйона євро в рамках попередніх EDF і 2,2 мільйона євро в рамках середньострокового огляду. Від 10-го він отримав 15,5 млн євро.

## Винятки з політики спільноти
| Держави-члени та території                          | У Союзі? | Застосування союзного права   | Підлягає виконанню в суді | Євратом | Союзне громадянство | Вибори до парламенту | Шенгенська зона | Зона ПДВ | Митна територія Союзу | Спільний європейський ринок | Єврозона               |
| --------------------------------------------------- | -------- | ----------------------------- | ------------------------- | ------- | ------------------- | -------------------- | --------------- | -------- | --------------------- | --------------------------- | ---------------------- |
| Острови Святої Єлени, Вознесіння і Тристан-да-Кунья | Ні       | Мінімальне застосування (ЖВТ) | Так                       | Так     | Так                 | Ні                   | Ні              | Ні       | Ні                    | Застосування часткове       | Ні (Фунт Святої Єлени) |

### Пояснення
1. ↑  Територія називається, в контексті Союзу, «Свята Єлена та залежні». У рамках Конституції Сполученого Королівства 2009 року назву було змінено на «Острови Святої Єлени, Вознесіння і Тристан-да-Кунья».
2. ↑  L’European Communities Act 1972, s. 2. s'applique par ordonnance locale.